# اعتراضات ۲۰۱۸–۲۰۱۹ عمان
اعتراضات ۲۰۱۸–۲۰۱۹ عمان، اعتراضات و تظاهرات سراسری بود که در آن ده‌ها هزار معترض، علیه بیکاری و تورم سرسام‌آور، در کشور عمان، راهپیمایی کردند. این تظاهرات، بخشی از مجموعه بزرگتر اعتراضات ضددولتی در چندین کشور عربی بود که به بهار عربی دوم، معروف است. طی یک دوره ۱۳ ماهه، بین ژانویه ۲۰۱۸ تا ژانویه ۲۰۱۹، شهروندان عمانی، در چندین نوبت، به خیابان‌ها آمدند تا علیه تصمیمات اتخاذ شده توسط حکومت خود، تظاهرات کنند و در عین حال، خواستار فرصت‌های شغلی بیشتر و همچنین اصلاحات اقتصادی شدند.